# فرانك وليامز
فرانك وليامز (2 يوليو 1931 - 26 يونيو 2022)، هو ممثل، من المملكة المتحدة.
اشتهر ويليامز بدوره في المسلسل الهزلي جيش الآباء (على بي بي سي) التي استمر عرضه من عام 1968 إلى عام 1977.

## وصلات خارجية
- فرانك وليامز على موقع IMDb (الإنجليزية)
- فرانك وليامز على موقع روتن توميتوز (الإنجليزية)
- فرانك وليامز على موقع ألو سيني (الفرنسية)
- فرانك وليامز على موقع ميوزك برينز (الإنجليزية)
- فرانك وليامز على موقع أول موفي (الإنجليزية)
- فرانك وليامز على موقع قاعدة بيانات الأفلام السويدية (السويدية)
- فرانك وليامز على موقع إن إن دي بي (الإنجليزية)
- فرانك وليامز على موقع قاعدة بيانات الفيلم (الإنجليزية)
- فرانك وليامز على موقع كينوبويسك (الروسية)